# Rodriguezi nádiposzáta
A rodriguezi nádiposzáta (Acrocephalus rodericanus) a verébalakúak (Passeriformes) rendjébe, ezen belül a nádiposzátafélék (Acrocephalidae) családjába és az Acrocephalus nembe tartozó faj. Korábban a Bebrornis nembe sorolták. 13,5 centiméter hosszú. A Mauritiushoz tartozó Rodriguez-sziget bozótos területein él. Többnyire rovarokkal táplálkozik. Szeptembertől márciusig költ. Életterületének elvesztése miatt mérsékelten fenyegetett.

## Fordítás
- Ez a szócikk részben vagy egészben  a   Rodrigues warbler című angol Wikipédia-szócikk fordításán alapul.  Az eredeti cikk szerkesztőit annak laptörténete sorolja fel. Ez a jelzés csupán a megfogalmazás eredetét és a szerzői jogokat jelzi, nem szolgál a cikkben szereplő információk forrásmegjelöléseként.